# 요시와라시
요시와라시(吉原市)는 시즈오카현 동부에 있던 시이다. 1966년 11월 1일에 (구) 후지시, 다카오카정과 합병해 후지시가 되었다.

## 개요
에도 시대에는 도카이도의 역참 마을인 요시하라주쿠가 있었다. 
요시하라주쿠는 당초 현재의 모토요시하라(JR 도카이도 본선 요시하라 역이 있는 곳)에 있었으나, 1639년과 1680년의 해일로 인해 현재의 후지시 요다하라 부근과 요시하라 본초로 두 번이나 이전했다. 이전으로 인해 도카이도가 크게 휘어지게 되어, 이전까지 (에도에서 교토로 향할 때) 오른쪽에 보이던 후지산이 왼쪽으로 보이게 되어 '좌후지(左富士)'라고 불리는 경승지가 되었다. 과거에는 가타가와 히로시게의 그림에 나오는 것처럼 소나무가 늘어서 있었으나 현재는 한 그루의 소나무만 남아있다.

## 역사
- 1889년 4월 1일 - 정촌제 시행에 의해 후지군 요시와라정이 성립하였다.
- 1940년 4월 1일 - 후지군 시마다촌을 편입하였다.
- 1941년 4월 3일 - 후지군 덴보촌을 편입하였다.
- 1942년 6월 14일 - 후지군 이마이즈미촌과 합병해 새로운 요시와라정이 성립하였다.
- 1948년 4월 1일 - 시로 승격해 요시와라시가 되었다.
- 1955년 
  - 2월 11일 - 모토요시와라촌, 스도촌, 요시나가촌, 하라다촌과 합병해 새로운 요시와라시가 성립하였다.
  - 4월 1일 - 후지군 오부치촌을 편입하였다.
- 1956년 4월 1일 - 슨토군 하라정의 후나즈, 니시후나즈, 뵤쿄를 편입하였다.
- 1957년 10월 - 요시하라시 체육관이 완공되었다.
- 1959년 1월 -  요시하라 시민회관이 개관하였다.
- 1966년 11월 1일 - (구) 후지시, 후지군 다카오카정과 합병해 신・후지시가 되었다.

## 참고문헌
- 静岡新聞社出版局 編『静岡県歴史人物事典』静岡新聞社、1991年。ISBN 4783804249。